# Fédération Histoire Québec
Pour les articles homonymes, voir FHQ.
La Fédération Histoire Québec, appelée jusqu'en 2011 la Fédération des sociétés d'histoire du Québec, est un organisme sans but lucratif regroupant plus de 370 organismes d'histoire, de généalogie et de patrimoine du Québec auxquels contribuent environ 90 000 membres.
Depuis 1965, la fédération œuvre « à la promotion et à la valorisation de l'histoire locale, régionale et nationale du Québec ».
Une partie des fonds d'archives de la Fédération des sociétés d'histoire du Québec est conservée au centre d'archives de Montréal de Bibliothèque et Archives nationales du Québec, mais la fédération a également un entrepôt d'archives.

## Prix
- Le prix Rodolphe-Fournier - volet réalisations (Prix de la Chambre des notaires du Québec) pour la qualité d'un travail effectué à partir d'archives notariales.
- Le prix Léonidas-Bélanger, prix pour la qualité des publications ou de réalisations d'événements
- Le prix Honorius-Provost, prix de bénévolat dans le domaine de l'histoire
- Le prix Madeleine-Juneau, prix valorisant la place des femmes dans l'histoire du Québec (2 volets)

## Maison d'éditionLes Éditions Histoire Québec
En juin 1995, paraît le premier numéro du magazine Histoire Québec.
Depuis 2002, Les Éditions Histoire Québec, membre de l'Association nationale des éditeurs de livres (ANEL) et de la Société de développement des périodique culturels québécois (SODEP), publie les ouvrages des organismes membres de la FHQ et gère le magazine Histoire Québec.
Son premier président fut l'historien Michel Pratt (Longueuil) de 2002 à 2019. André Laniel (Sainte-Geneviève) lui succéda. En 2025, Martin Parent (Outaouais) assume cette fonction.

## Liste des membres institutionnels
1. 3e Batterie d'artillerie de campagne de Montréal (3BAM)
2. 78e Fraser Highlanders - Garnison Fort St-Andrew's
3. Appartenance Mauricie Société d'histoire régionale
4. Association acadienne de la région de Québec
5. Association des Amis et Propriétaires de Maisons Anciennes du Québec
6. Association des archéologues du Québec
7. Association des archivistes du Québec
8. Association des collectionneurs de céramique du Québec (ACCQ)
9. Association des Familles Laplante du Québec Inc.
10. Association des familles Pelletier Inc.
11. Association des familles Rasset
12. Association des Mercier de l'Amérique du Nord
13. Association des moulins du Québec inc.
14. Association des Truteau d'Amérique
15. Association du patrimoine d'Aylmer
16. Association du patrimoine de Potton
17. Association Gaspé-Jersey-Guernesey
18. Association historique de Morin Heights
19. Association Québec-France - Rive-droite-de-Québec
20. Association Québec-France Montréal-Récollet
21. Association-Québec-France Jacques-Cartier–Portneuf
22. Atelier d'histoire des débardeurs du Port de Montréal
23. Atelier d'histoire Mercier-Hochelaga-Maisonneuve
24. Brome County Historical Society
25. Centre canadien d'architecture
26. Centre d'action culturelle de la MRC de Papineau
27. Centre d'archives de la région de Thetford
28. Centre d'archives de Laval
29. Centre d'archives de Vaudreuil-Soulanges
30. Centre de ressources pour l'étude des Cantons-de-l'Est
31. Centre d'histoire de Montréal
32. Centre d'histoire de Saint-Hyacinthe inc.
33. Centre d'histoire et d'archives du travail
34. Centre d'interprétation de la culture traditionnelle Marius-Barbeau
35. Château Ramezay - Musée et site historique de Montréal
36. Société historique de la Vallée de la Châteauguay
37. Coalition des organisations acadiennes du Québec
38. Comité de protection des œuvres d'Ozias Leduc
39. Comité de revitalisation du Vieux Chambly
40. Comité du patrimoine de Bromptonville
41. Comité du patrimoine de Ripon
42. Commission franco-québécoise sur les lieux de mémoire communs
43. Compton County Historical Museum Society
44. Conseil de la culture des Laurentides
45. Corporation de La maison Dumulon
46. Corporation de la vieille forge Cauchon
47. Corporation de l'Abbaye d'Oka
48. Corporation du Centre régional d'archives de Lanaudière
49. Corporation du moulin Légaré
50. Corporation du patrimoine archéologique du Méganticois
51. Corporation North Nation Mills inc.
52. Corporation Philippe-Aubert-de-Gaspé (Musée de la mémoire vivante)
53. Corporation touristique de la Seigneurie des Aulnaies
54. Fédération Écomusée de l'Au-delà
55. Fondation du Domaine Joly-De Lotbinière
56. Fondation Héritage Montréal
57. Georgeville Historical Society
58. Greenwood Centre for Living History
59. Guides Patrimoniaux Au Pays de Chambly
60. Hemmingford Historical Archives
61. Héritage Sutton
62. Hudson Historical Society / Societe historique de Hudson
63. Irish Heritage Quebec / Héritage Irlandais Québec
64. Corporation du Patrimoine du Canton de Leeds
65. Fédération Acadienne du Québec Inc.
66. Fondation Bagatelle
67. Société des Amis du Patrimoine Bayollais
68. Société des Dix
69. Société d'histoire de Charlesbourg
70. Société d'histoire de la région de Terrebonne
71. Société d'histoire de Lévis
72. Société d'Histoire de Sainte-Anne-de-la-Pérade
73. Société d'Histoire de Sainte-Marguerite-du-Lac-Masson et d'Estérel
74. Société d'histoire et de généalogie des Pays-d'en-Haut
75. Société d'Histoire et du Patrimoine Portneuf 1861
76. Société du Château Dufresne
77. Société historique de Montréal
78. L'Amicale du 6e Régiment d'artillerie de campagne
79. L'Association de l'artillerie de Montréal
80. L'Association des descendants de Paul Bertrand Dit Saint-Arnaud
81. L'Association québécoise des Amis du Patrimoine
82. L'Atelier d'histoire de la Pointe-aux-Trembles
83. L'Atelier d'histoire de Repentigny
84. Le Berceau de Kamouraska
85. Le Cercle d'histoire de Rigaud
86. Lennoxville-Ascot Historical and Museum Society
87. Les Amis de l'église patrimoniale de L'Acadie
88. Les Amis du canal de Saint-Ours
89. Les Amis du Fort Lennox
90. Les Cercles des Jeunes Naturalistes
91. Literary and Historical Society of Quebec
92. Maison de la culture de La Macaza
93. Maison des Arts et du Patrimoine de Notre-Dame-du-Laus
94. Maison nationale des Patriotes
95. Maison Nivard-De Saint-Dizier
96. Maison nouvelle fédération
97. Maple Grove Anglican Cemetery Foundation
98. Megantic-Compton Cemetery and Church Association
99. Mémoire du Mile End
100. Missisquoi Historical Society
101. Musée acadien du Québec à Bonaventure
102. Musée Copp'S Ferry
103. Musée de la Gaspésie inc.
104. Musée de l'Auberge Symmes
105. Musée de l'imprimerie du Québec
106. Musée de société des Deux-Rives
107. Musée des Grands Québécois
108. Musée des sports de Gatineau Inc.
109. Musée du Panthéon des sports du Québec
110. Musée régional d'Argenteuil
111. Musée régional de Vaudreuil-Soulanges
112. Ordre des Templiers du Québec
113. Passerelles - Coopérative de travail
114. Patrimoine Bécancour
115. Patrimoine et culture du Portage
116. Patrimoine Hilairemontais
117. Patrimoine Princeville
118. Patrimoine-Ascott-Heritage
119. Pointe-à-Callière, Société du Musée d'archéologie et d'histoire de Montréal
120. Regroupement des archives du Séminaire de Sherbrooke et de l'Archidiocèse de Sherbrooke (RASSAS)
121. Réseau des services d'archives du Québec
122. Réseau du patrimoine anglophone du Québec
123. Réseau du patrimoine de Gatineau et de l'Outaouais
124. Réseau Muséal de l'Abitibi-Témiscamingue
125. Richmond County Historical Society
126. Société d'art et d'histoire de Beauport Inc
127. Société de conservation du patrimoine vétérinaire québécois
128. Société de conservation et d'animation du patrimoine de Trois-Rivières inc. (Patrimoine Trois-Rivières)
129. Société de développement et d’animation de Mascouche (Société d'histoire de Mascouche)
130. Société de généalogie de Lanaudière
131. Société de généalogie de Longueuil
132. Société de généalogie de Québec
133. Société de généalogie des Laurentides (bib. Charles E. Garneau)
134. Société de généalogie et d'histoire de la région de Thetford Mines
135. Société de généalogie et d'histoire de Rimouski
136. Société de Généalogie et d'Histoire de Saint-Eustache
137. Société de recherche historique Archiv-Histo inc.
138. Société de sauvegarde de la vieille prison de Sherbrooke
139. Société des professeurs d'histoire du Québec
140. Société d'histoire «Les Rivières»
141. Société d'histoire d'Amos
142. Société d'histoire d'Asbestos
143. Société d'histoire de Beloeil - Mont-Saint-Hilaire
144. Société d'Histoire de Buckingham
145. Société d'histoire de Charlevoix (SHC)
146. Société d'histoire de Coaticook
147. Société d'Histoire de Coteau-du-Lac
148. Société d'histoire de Cowansville
149. Société d'histoire de Drummond
150. Société d'histoire de Joliette-De Lanaudière
151. Société d'histoire de la Haute-Gaspésie
152. Société d'histoire de la Haute-Saint-Charles
153. Société d'histoire de la MRC de L'Assomption
154. Société d'histoire de La Prairie-de-la-Magdeleine
155. Société d'histoire de la Repousse
156. Société d'histoire de la Rivière-du-Nord
157. Société d'histoire de la seigneurie de Chambly
158. Société d'histoire de la Seigneurie de Monnoir
159. Société d'histoire de la Vallée du Richelieu
160. société d'histoire de Lachine
161. Société d'histoire de L'Ancienne-Lorette
162. Société d'histoire de Lanoraie
163. Société d'histoire de Longueuil
164. Société d'histoire de l'Outaouais
165. Société d'Histoire de Magog
166. Société d'histoire de Malartic
167. Société d'histoire de Montarville
168. Société d'histoire de Montmagny
169. Société d'histoire de Neuville
170. Société d'Histoire de Parc-Extension
171. Société d'histoire de Pointe-Saint-Charles
172. Société d'histoire de Rivière-Rouge
173. Société d'histoire de Rouyn-Noranda
174. Société d'histoire de Saint-Alphonse-Rodriguez
175. Société d'histoire de Saint-Augustin-de-Desmaures
176. Société d'Histoire de Saint-Basile-de-Portneuf Inc.
177. Société d'histoire de Saint-Basile-le-Grand
178. Société d'histoire de Sainte-Foy
179. Société d'histoire de Saint-Étienne-des-Grès
180. Société d'Histoire de Saint-Rémi
181. Société d'histoire de Saint-Romuald
182. Société d'histoire de Senneterre
183. Société d'histoire de Sherbrooke
184. Société d'histoire de Sillery
185. Société d'Histoire de St-Félicien inc.
186. Société d'histoire de Stoneham-Tewkesbury
187. Société d'histoire de St-Roch-de-l'Achigan
188. Société d'histoire de Varennes
189. Société d'Histoire de Warwick Inc.
190. Société d'histoire de Weedon
191. Société d'histoire des Filles du Roy
192. Société d'histoire des Îles-Perçées
193. Société d'histoire des Riches-Lieux
194. Société d'histoire des XI
195. Société d'histoire d'Oka inc.
196. Société d'histoire Domaine-du-Roy
197. Société d'histoire d'Outremont
198. Société d'histoire du Domaine-de-Saint-Sulpice
199. Société d'histoire du Haut-Saint-Laurent
200. Société d'histoire du Lac-Saint-Jean
201. Société d'histoire du Témiscamingue
202. Société d'histoire et d'archéologie du Témiscouata
203. Société d'histoire et de généalogie de l'île Jésus
204. Société d'histoire et de généalogie de l'île Perrot
205. Société d'histoire et de généalogie de Louiseville
206. Société d'histoire et de généalogie de Montréal-Nord
207. Société d'histoire et de généalogie de Rivière-du-Loup
208. Société d'histoire et de généalogie de Saint-Pascal inc.
209. Société d'histoire et de généalogie de Saint-Tite
210. Société d'histoire et de généalogie de Salaberry
211. Société d'histoire et de généalogie de Shawinigan
212. Société d'histoire et de généalogie de Trois-Pistoles inc.
213. Société d'histoire et de généalogie de Verdun
214. Société d'histoire et de généalogie de Victoriaville
215. Société d'histoire et de généalogie des Hautes-Laurentides
216. Société d'histoire et de généalogie des Mille-Îles
217. Société d'histoire et de généalogie des Quatre Lieux
218. Société d'histoire et de généalogie du Granit
219. Société d'histoire et de généalogie du Plateau-Mont-Royal
220. Société d'histoire et de généalogie Maria-Chapdelaine
221. Société d'histoire et de patrimoine de Frelighsburg
222. Société d'histoire et de patrimoine de Lignery
223. Société d'histoire et du patrimoine de Bury
224. Société d'histoire et du patrimoine de la région de La Sarre
225. Société d'histoire et du patrimoine de Lavaltrie
226. Société d'histoire forestière du Québec
227. Société d'Histoire Lacolle/Beaujeu
228. Société d'histoire Mouillepied
229. Société d'histoire de la Baie-James
230. Société d'histoire Rosemont-Petite-Patrie
231. Société d'histoire St-Paul-Émard
232. Société du Musée du Grand Châteauguay - Maison LePailleur
233. Société du patrimoine de Boucherville
234. Société du patrimoine de Racine-Brompton-Gore
235. Société du Patrimoine de Saint-Antoine-de-Tilly
236. Société du Patrimoine de Saint-Victor-de-Beauce
237. Société du patrimoine de Ste-Brigide
238. Société du patrimoine de Thetford Mines
239. Société du patrimoine du bassin inférieur de la Rouge et de la chaîne géologique du Mont-Tremblant inc. (SOPABIC)
240. Société du patrimoine et de l'histoire de Mercier
241. Société du patrimoine et d'histoire de la Côte-de-Beaupré et de l'Ïle-d'Orléans
242. Société du patrimoine politique du Québec
243. Société du patrimoine religieux du diocèse de Saint-Hyacinthe
244. Société du Patrimoine, des Arts et de la Culture de Saint-Just-de-Bretenières (SOPAC de St-Just)
245. Société généalogique canadienne-française
246. Société historique «Batiscan et son Histoire»
247. Société historique Alphonse-Desjardins
248. Société historique Beaurepaire-Beaconsfield
249. Société historique Cavelier de LaSalle
250. Société historique de Bellechasse
251. Société historique de Champlain
252. Société historique de Disraeli
253. Société historique de Dorval / Dorval Historical Society
254. Société historique de la Côte-du-Sud
255. Société historique de la Côte-Nord
256. Société historique de La Tuque et du Haut-Saint-Maurice
257. Société historique de Québec
258. Société historique de Rivière-des-Prairies
259. Société historique de Saint-Anicet
260. Société historique de Saint-Henri
261. Société historique de Saint-Nicolas et de Bernières
262. Société historique de Stanstead
263. Société historique du Canada / Canadian Historical Association
264. Société historique du Cap-Rouge
265. Société historique du comté d'Argenteuil
266. Société historique du Marigot
267. Société historique du Saguenay
268. Société historique et culturelle de Saint-Antoine-sur-Richelieu
269. Société historique Louis-Joseph-Papineau inc.
270. Société historique Machault
271. Société historique Pierre-de-Saurel
272. Société Historique Sartigan Inc.
273. Société patrimoine et histoire de l'île Bizard et Sainte-Geneviève
274. Société Patrimoine et histoire des seigneuries de Lotbinière
275. Société Pièce sur pièce
276. Société pour la Sauvegarde du Patrimoine de Pointe-Claire
277. Société québécoise d'ethnologie
278. Société québécoise d'histoire de la pharmacie
279. Télévision communautaire des Basses-Laurentides
280. Association Historique de Westmount[5]